# Покерный пасьянс
По́керный пасья́нс (покерный солите́р, квадратный покер, покер в одиночку, покерные квадраты) — пасьянс, целью которого является составление наилучших покерных комбинаций в 10 вертикальных и горизонтальных рядах из 25 карт, расположенных в виде квадрата 5 × 5.

## Раскладка
Используется одна колода в 52 карты. Колоду тасуют, открывают первую карту и кладут на одно из мест в раскладе 5 × 5 карт по выбору играющего. Открывают следующую карту и кладут на одно из оставшихся свободных мест. Повторяют это до тех пор, пока все 25 мест в квадрате не будут заняты, стараясь располагать карты так, чтобы в вертикальных и горизонтальных рядах расклада образовались наилучшие покерные комбинации. Перемещать карты в раскладе нельзя.
После этого приступают к подсчёту очков за десять покерных комбинаций — в каждом вертикальном и горизонтальном ряду. Существуют два основных варианта: английская и американская системы.
| Комбинация | Английская система | Американская система |
| ---------- | ------------------ | -------------------- |
| Флэш-рояль | 30                 | 100                  |
| Стрит-флэш | 30                 | 75                   |
| Каре       | 16                 | 50                   |
| Фул-хаус   | 10                 | 25                   |
| Флэш       | 5                  | 20                   |
| Стрит      | 12                 | 15                   |
| Трипс      | 6                  | 10                   |
| Две пары   | 3                  | 5                    |
| Одна пара  | 1                  | 2                    |

В американской системе сохранено традиционное старшинство покерных комбинаций. Английская система лучше учитывает трудность составления комбинаций в покерном солитере. Так, попытка составить стрит является рискованной — при неудаче в данном ряду, вероятно, вообще не получится никакой комбинации. В то же время при неудаче в выстраивании фул-хауса обычно удаётся составить две пары или трипс.
В отличие от большинства других пасьянсов, которые могут только сойтись или не сойтись — «всё или ничего», в покерном солитере результат измеряется количеством очков — «чем больше, тем лучше». Некоторые компьютерные программы для раскладывания пасьянсов устанавливают для покерного солитера «пороговое» значение, при котором он считается сошедшимся. Например, PySol Fan Club Edition — 100 очков (подсчёт по американской системе). При подсчёте по английской системе некоторые авторы считают пороговым значением 70 очков.

## Пример

Раскладка покерного пасьянса

Предположим, у нас получился следующий расклад (см. рисунок):
| 8♠ | Д♠ | 10♠ | 4♠ | 2♠ |
| 9♣ | Д♣ | 10♣ | В♣ | К♣ |
| Т♦ | 8♦ | 10♦ | 4♣ | 5♣ |
| Т♥ | Д♥ | 10♥ | В♥ | К♥ |
| 3♠ | 6♥ | 7♦  | 4♥ | 5♠ |

В этом примере каждая из возможных комбинаций встречается по одному разу (что крайне маловероятно в реальном раскладе, но удобно для примера). Подсчёт очков за комбинации:
| Ряд                | Комбинация | Очки по англ. системе | Очки по амер. системе |
| ------------------ | ---------- | --------------------- | --------------------- |
| 1-й горизонтальный | Флэш       | 5                     | 20                    |
| 2-й горизонтальный | Стрит-Флэш | 30                    | 75                    |
| 3-й горизонтальный | Нет        | 0                     | 0                     |
| 4-й горизонтальный | Флэш-рояль | 30                    | 100                   |
| 5-й горизонтальный | Стрит      | 12                    | 15                    |
| 1-й вертикальный   | Пара       | 1                     | 2                     |
| 2-й вертикальный   | Трипс      | 6                     | 10                    |
| 3-й вертикальный   | Каре       | 16                    | 50                    |
| 4-й вертикальный   | Фул-хаус   | 10                    | 25                    |
| 5-й вертикальный   | Две пары   | 3                     | 5                     |
| Всего              |            | 113                   | 302                   |

## Варианты правил
- Первая карта кладётся в центр расклада, на пересечении 3-го вертикального и 3-го горизонтального рядов. Каждая последующая карта должна касаться углом или стороной хотя бы одной из карт, выложенных до неё.
- Карты разрешается перемещать после выкладывания. Можно просто отсчитать 25 карт из колоды и составить из них наилучший возможный расклад. В этом варианте программа PySol Fan Club Edition требует для выигрыша набрать 200 очков по американской системе.[3]
- В колоду добавляется один или два джокера. Джокер может играть роль карты любой масти и достоинства (в том числе и тех, которые уже имеются в раскладе). Таким образом становится возможным составить комбинацию из пяти карт одного достоинства (четыре одинаковых и джокер). По английской системе она оценивается в 20 очков.
- Вариант для нескольких игроков. У каждого игрока должна быть своя колода. Один из игроков назначается объявляющим. Он тасует свою колоду и открывает из неё карты по одной, объявляя их, затем кладёт в свой расклад. У остальных игроков колоды упорядочены для быстрого поиска нужной карты. Каждый из них берёт из своей колоды объявленную карту и кладёт её в свой расклад. Выигрывает участник, составивший расклад с наибольшим количеством очков. Может быть сыграно несколько туров, тогда очки за каждый из них суммируются и победителем становится игрок с наибольшим суммарным результатом.